# Cimetière Saint-Gall de Strasbourg
Le cimetière Saint-Gall – connu localement sous l'appellation « S'Gallemaettel » – est l'un des plus anciens cimetières de Strasbourg. D'une superficie de 2,50 hectares, il est situé sur le plateau de Koenigshoffen, à l'ouest de la ville.

## Histoire
Le cimetière fut créé à l'emplacement d'une chapelle dédiée à saint Gall par le chevalier Göselin Kurnagel et utilisé à partir de 1527 lorsque les inhumations intra muros furent interdites par le Magistrat de Strasbourg.

## Personnalités
Parmi les personnalités qui y sont inhumées figurent notamment les juristes Jean-Georges Arnold et Robert Redslob, les compositeurs Marie Joseph Erb, François-Xavier Richter et Victor Nessler, les artistes Théophile Schuler et Paul Welsch, les poètes Ehrenfried Stoeber, les frères Albert et Adolphe Matthis, le théologien et universitaire Jean Laurent Blessig, le physicien Frédéric Kastner, le maître-brasseur David Gruber, l'horloger Théodore Ungerer, l'imprimeur et directeur de journal Fritz Kieffer ainsi que nombre d'anciens maires de Strasbourg, tels que Jacques-Frédéric Brackenhoffer, Charles Frey, Jacques Peirotes ou Pierre Pflimlin.

## Illustrations

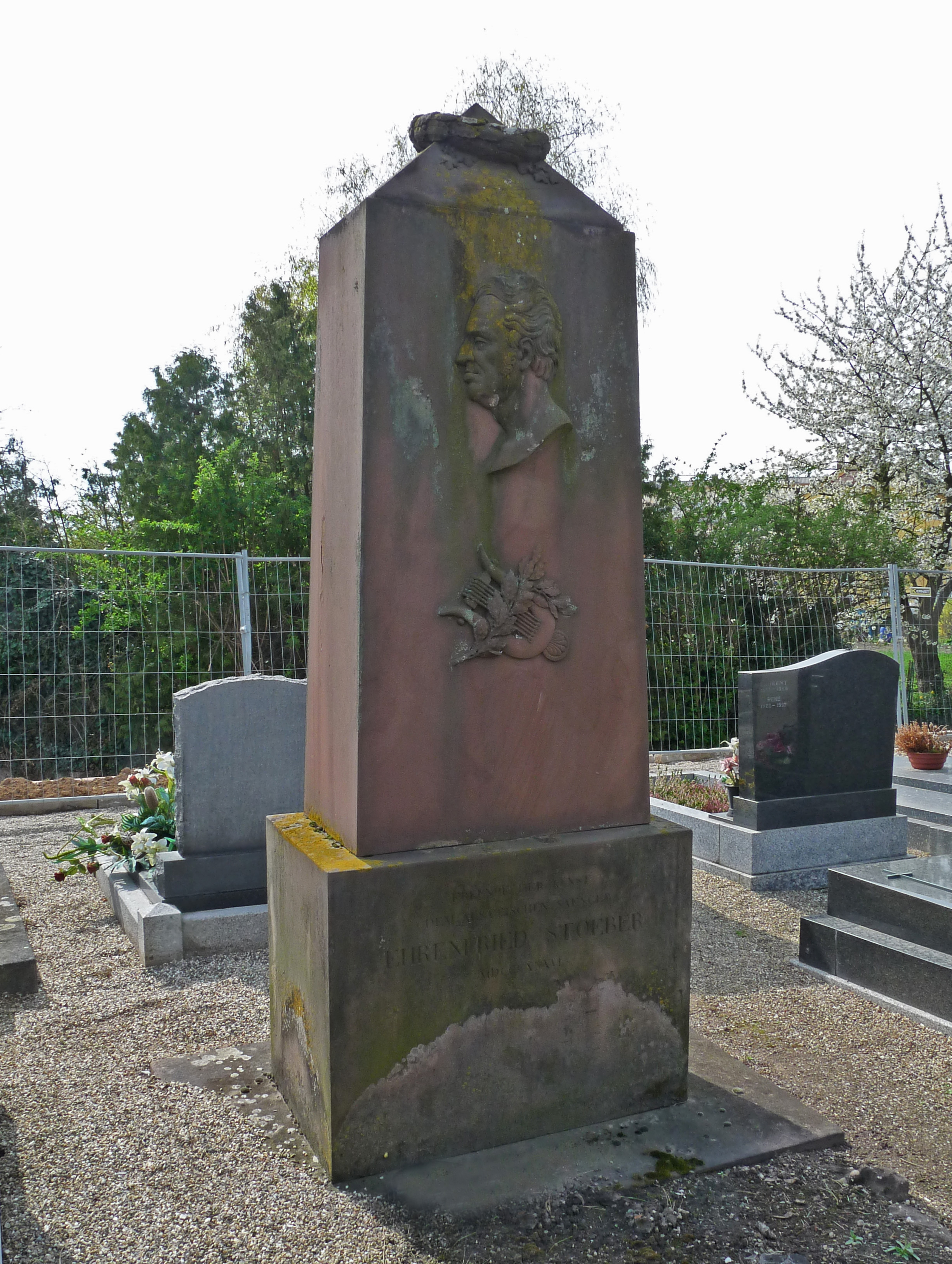
Stèle d'Ehrenfried Stoeber (1779-1835), poète.
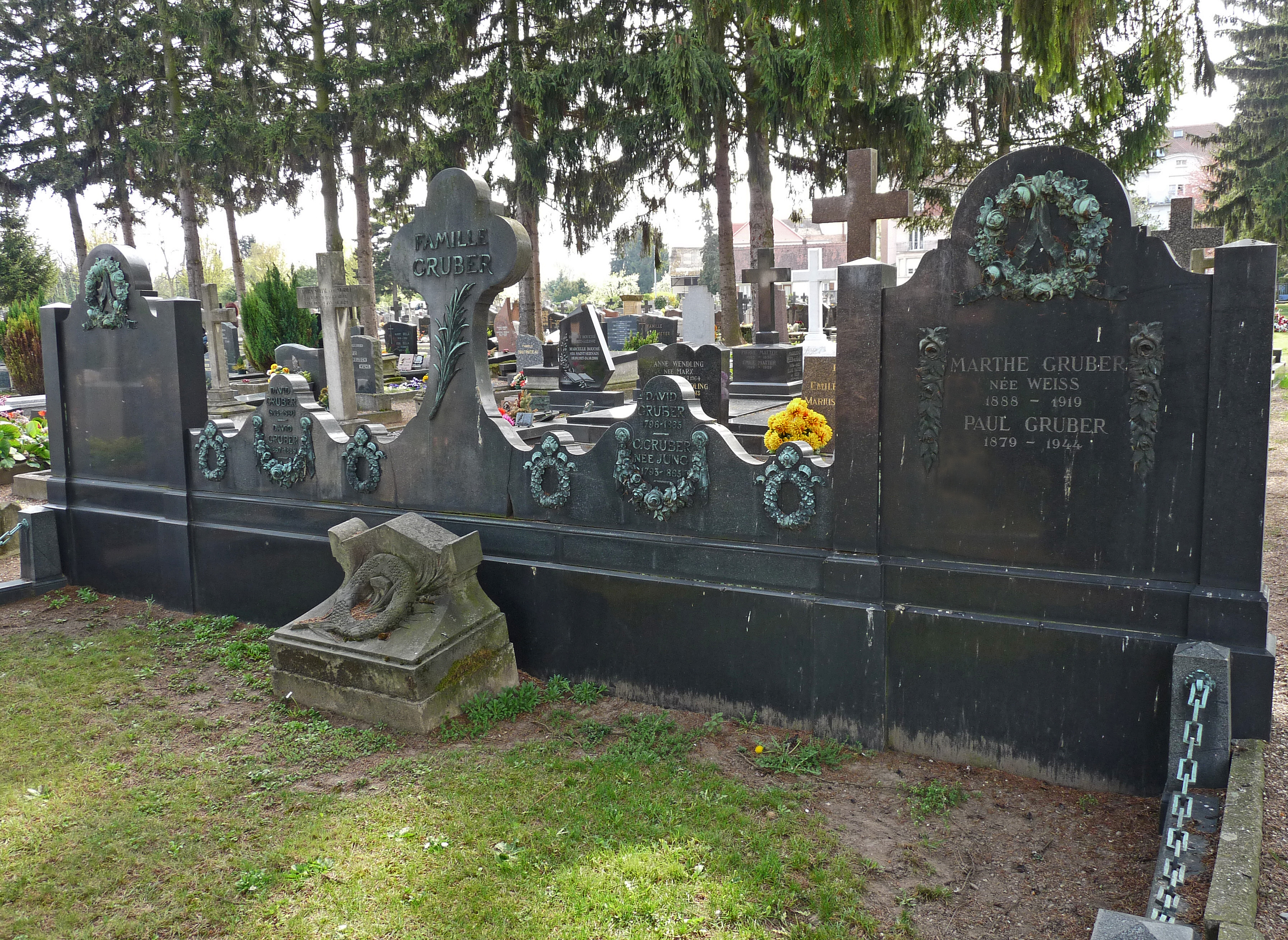
Sépulture de la famille Gruber.
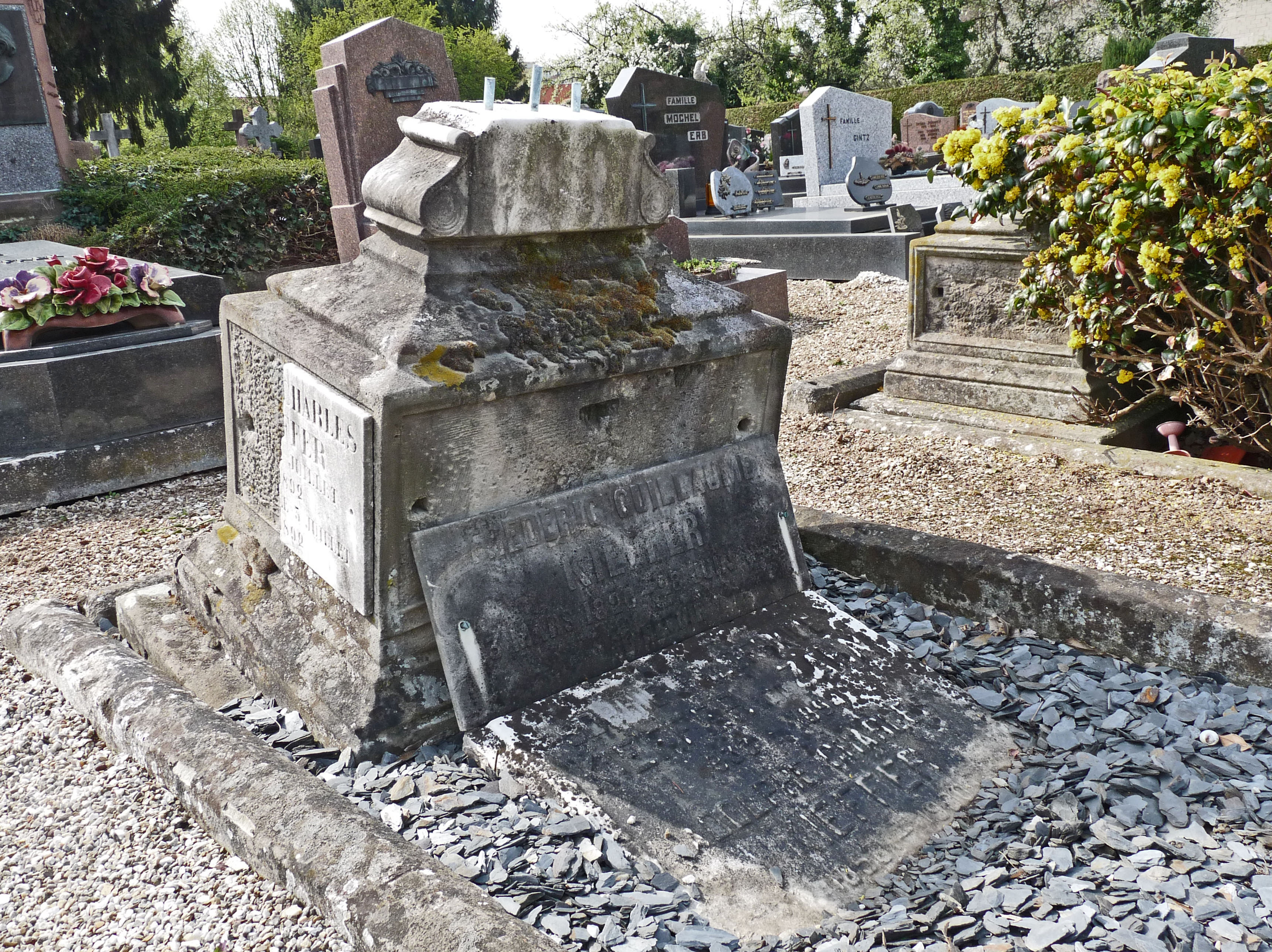
Tombe de Fritz Kieffer (1854-1933), auteur dramatique.
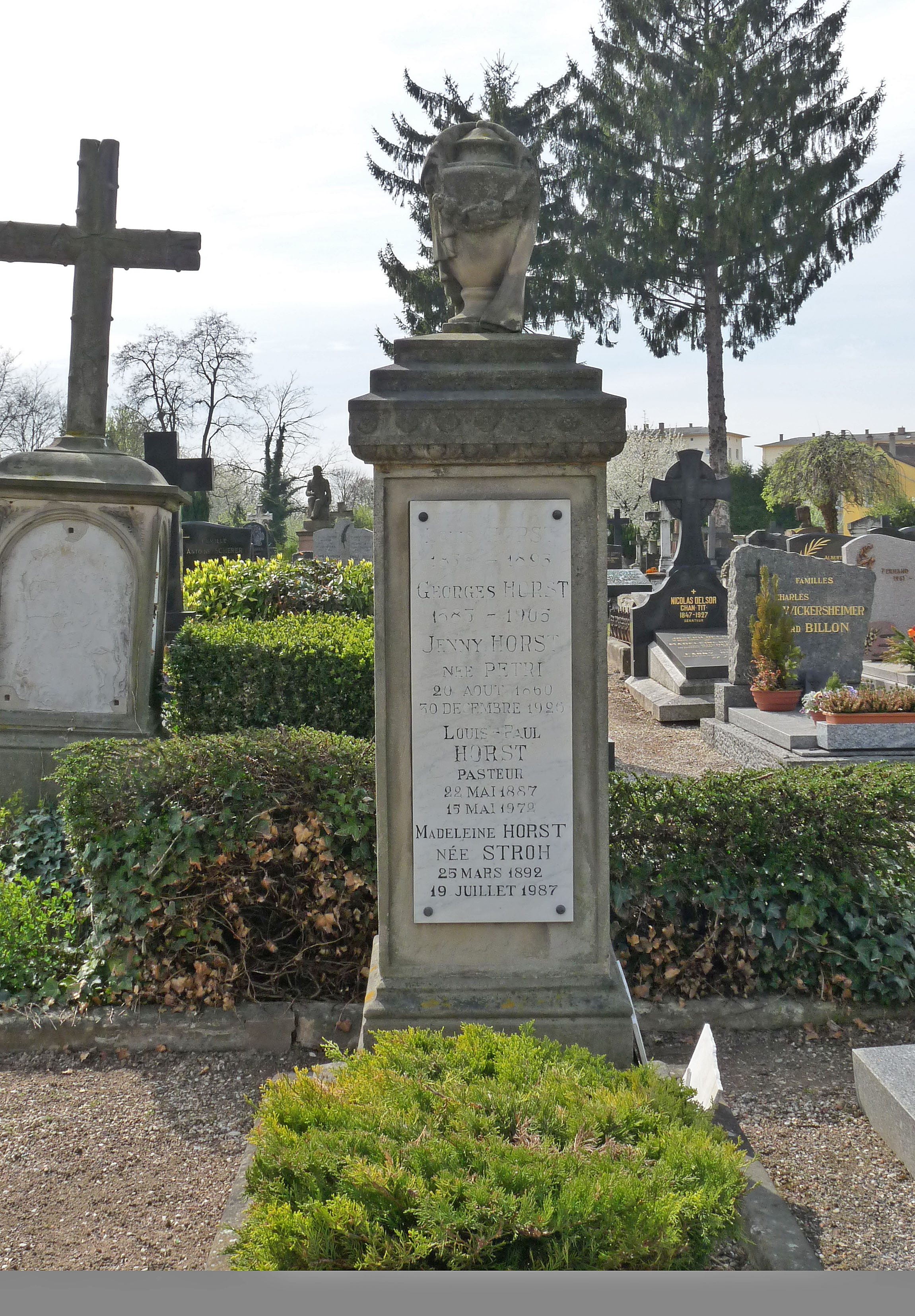
Tombe de Madeleine Horst, née Stroh (1892-1987), traductrice.